# Cantone di Cluny
Il Cantone di Cluny è una divisione amministrativa dell'arrondissement di Mâcon, dell'arrondissement di Chalon-sur-Saône e dell'arrondissement di Charolles, nella regione Borgogna-Franca Contea.
A seguito della riforma approvata con decreto del 18 febbraio 2014, che ha avuto attuazione dopo le elezioni dipartimentali del 2015, è passato da 24 a 52 comuni.

## Composizione
I 24 comuni facenti parte prima della riforma del 2014 erano:
- Bergesserin
- Berzé-le-Châtel
- Blanot
- Bray
- Buffières
- Château
- Chérizet
- Cluny
- Cortambert
- Curtil-sous-Buffières
- Donzy-le-National
- Donzy-le-Pertuis
- Flagy
- Jalogny
- Lournand
- Massilly
- Massy
- Mazille
- Saint-André-le-Désert
- Sainte-Cécile
- Saint-Vincent-des-Prés
- Salornay-sur-Guye
- La Vineuse
- Vitry-lès-Cluny

Dal 2015 i comuni appartenenti al cantone sono i seguenti 52:
- Ameugny
- Bergesserin
- Berzé-le-Châtel
- Bissy-sous-Uxelles
- Blanot
- Bonnay
- Bray
- Buffières
- Burnand
- Burzy
- Chapaize
- Château
- Chérizet
- Chevagny-sur-Guye
- Chiddes
- Chissey-lès-Mâcon
- Cluny
- Cormatin
- Cortambert
- Cortevaix
- Curtil-sous-Buffières
- Curtil-sous-Burnand
- Donzy-le-National
- Donzy-le-Pertuis
- Flagy
- La Guiche
- Jalogny
- Lournand
- Malay
- Massilly
- Massy
- Mazille
- Passy
- Pressy-sous-Dondin
- Sailly
- Saint-André-le-Désert
- Saint-Clément-sur-Guye
- Saint-Gengoux-le-National
- Saint-Huruge
- Saint-Marcelin-de-Cray
- Saint-Martin-de-Salencey
- Saint-Vincent-des-Prés
- Saint-Ythaire
- Sainte-Cécile
- Salornay-sur-Guye
- Savigny-sur-Grosne
- Sigy-le-Châtel
- Sivignon
- Taizé
- Vaux-en-Pré
- La Vineuse
- Vitry-lès-Cluny